# OR4D10
OR4D10 (англ. Olfactory receptor family 4 subfamily D member 10) – білок, який кодується однойменним геном, розташованим у людей на короткому плечі 11-ї хромосоми. Довжина поліпептидного ланцюга білка становить 311 амінокислот, а молекулярна маса — 35 300.
| 10         |  | 20         |  | 30         |  | 40         |  | 50         |
| ---------- |  | ---------- |  | ---------- |  | ---------- |  | ---------- |
| MEMENCTRVK |  | EFIFLGLTQN |  | REVSLVLFLF |  | LLLVYVTTLL |  | GNLLIMVTVT |
| CESRLHTPMY |  | FLLHNLSIAD |  | ICFSSITVPK |  | VLVDLLSERK |  | TISFNHCFTQ |
| MFLFHLIGGV |  | DVFSLSVMAL |  | DRYVAISKPL |  | HYATIMSRDH |  | CIGLTVAAWL |
| GGFVHSIVQI |  | SLLLPLPFCG |  | PNVLDTFYCD |  | VHRVLKLAHT |  | DIFILELLMI |
| SNNGLLTTLW |  | FFLLLVSYIV |  | ILSLPKSQAG |  | EGRRKAISTC |  | TSHITVVTLH |
| FVPCIYVYAR |  | PFTALPMDKA |  | ISVTFTVISP |  | LLNPLIYTLR |  | NHEMKSAMRR |
| LKRRLVPSDR |  | K          |  |            |  |            |  |            |

A: Аланін

C: Цистеїн

D: Аспарагінова кислота

E: Глутамінова кислота

F: Фенілаланін

G: Гліцин

H: Гістидин

I: Ізолейцин

K: Лізин

L: Лейцин

M: Метіонін

N: Аспарагін

P: Пролін

Q: Глутамін

R: Аргінін

S: Серин

T: Треонін

V: Валін

W: Триптофан

Кодований геном білок за функціями належить до рецепторів, g-білокспряжених рецепторів, білків внутрішньоклітинного сигналінгу. 
Локалізований у клітинній мембрані, мембрані.